# Саитбаба
Саитбаба (баш. Сәйетбаба) — село в Гафурийском районе Башкортостана, административный центр Саитбабинского сельсовета. Согласно переписи 2020 года население составляло 1412 человек.

## Население
| 2002 | 2009  | 2010  |
| ---- | ----- | ----- |
| 1543 | ↗1677 | ↘1452 |

Согласно переписи 2002 года, преобладающая национальность — башкиры (100 %). Это самое большое в мире чисто башкирское поселение.

## Географическое положение
Расстояние до:
- районного центра (Красноусольский): 57 км,
- ближайшей ж/д станции (Белое Озеро): 72 км.

## Культура
Башкирский историко-культурный центр.
Работают народный фольклорный ансамбль «Асанай», три танцевальных групп: «Ынйылар», «Йәйғор» для детей, «Йәнекәй» для взрослых, народный драматический театр «Аҡбейек», фольклорные ансамбли и клубы пожилых людей «Мырҙаҡай», «Ағинәйҙәр», «Иман», ансамбль кураистов, кружки по ковроделию, по вязанию и изготовлению войлока, резьбе по дереву, изготовлению курая, думбры, кубыза.
Ежегодно работает башкирский летний профильный культурно-лингвистический лагерь «Саитбаба» по изучению башкирского языка, обрядов, обычаев и топонимики родного языка.

## Известные уроженцы
- Кунафин, Гиниятулла Сафиуллович (р. 22 ноября 1946) — доктор филологических наук, профессор БГУ, заслуженный деятель науки РБ, заслуженный работник народного образования РБ, Почетный работник высшего профессионального образования РФ.
- Файзуллина, Лира Фахреевна (род. 25 февраля 1936) — диктор ГТРК «Башкортостан», народная артистка РБ.
- Якупова, Гульнур Мидхатовна (род. 24 июня 1948) — писательница, поэтесса, переводчик, заслуженный работник культуры Республики Башкортостан.
- Ильясова Роза Хамитовна (род. 23 апреля 1947 года) — башкирский ученый, кандидат искусствоведческих наук, профессор.

## Религия
В селе есть мечеть.